# Пашкуляк Артур Васильович
Арту́р Васи́льович Пашкуля́к (1979—2023) — солдат Збройних сил України, учасник російсько-української війни, що відзначився у ході російського вторгнення в Україну. Герой України (2023, посмертно).

## Життєпис
Народився 17 серпня 1978 в м. Мукачево (Закарпатська область). У 2001 році закінчив Мукачівський технологічний інститут за спеціальністю «Фінанси». Мешкав у м. Мукачево, займався підприємницькою діяльністю — працював заступником директора Кіровського спецкар'єру. Був звинувачений у незаконному поводженні зі зброєю, бойовими припасами або вибуховими речовинами. Був одним з фігурантів справи про стрілянину в Мукачеві, яка сталася 11 липня 2015 року. 7 лютого 2020 року в Мукачевому на Артура Пашкуляка вчинено збройний напад, внаслідок якого він зазнав поранення.
З перших днів російського вторгнення в Україну став на захист країни. Служив у складі Головного управління розвідки Міністерства оборони України, був прикомандирований до чеченського миротворчого батальйону імені Шейха Мансура. Брав участь в обороні Києва, в боях за Гуляйполе в Запорізькій області та за Бахмут. Під час боїв за Бахмут завдяки його діям вдалося знищити майже три бойові групи «вагнерівців» і зірвати спробу прориву близько роти бойовиків. Під час бою особисто з РПГ уразив БТР-82 з піхотою та особовим складом.
Загинув 2 квітня 2023 року в Бахмуті у віці 43 років.
Прощання відбулось у м. Мукачеве.

## Нагороди
- Звання Герой України з удостоєнням ордена «Золота Зірка» (17 листопада 2023, посмертно). Нагороду вручив рідним загиблого президент України Володимир Зеленський у Києві 8 травня 2024 року.[5]
- Відзнака ГУР МО України за виконання спецзавдання (посмертно)[6].